# Bargas (kommunhuvudort)
Bargas är en kommunhuvudort i Spanien. Den ligger i provinsen Toledo och regionen Kastilien-La Mancha, i den centrala delen av landet, 60 km sydväst om huvudstaden Madrid. Bargas ligger 594 meter över havet och antalet invånare är 7 731.
Terrängen runt Bargas är huvudsakligen platt, men åt sydost är den kuperad. Bargas ligger uppe på en höjd. Runt Bargas är det ganska tätbefolkat, med 230 invånare per kvadratkilometer. Närmaste större samhälle är Toledo, 9,2 km söder om Bargas. Trakten runt Bargas består till största delen av jordbruksmark.